# Britanska knjižnica
Britanska knjižnica (angleško British Library) je javna raziskovalna knjižnica s sedežem v Londonu, narodna knjižnica Združenega kraljestva in ena največjih knjižnic na svetu po številu enot gradiva. Po uradnih podatkih ima v zbirkah med 170 in 200 milijonov enot gradiva, katerim letno doda okrog 3 milijone novih, kot prejemnik obveznih izvodov publikacij, izdanih v Združenem kraljestvu, pa tudi z načrtnim odkupovanjem gradiva z vsega sveta, predvsem nekdanjih kolonij.Sodobna namensko zgrajena stavba knjižnice stoji poleg postaje St Pancras na Euston Road v Somers Townu, na mestu nekdanjega skladišča blaga, zbirke pa hrani tudi v drugih pomožnih stavbah drugod po Londonu. V podružnični knjižnici blizu Boston Spa v Yorkshiru je dodatna skladiščna zgradba in čitalnica. Stavbo St Pancras je uradno odprla kraljica Elizabeta II. Britanska 25. junija 1998 in je zaradi svoje arhitekture in zgodovine uvrščena med stavbe I. stopnje, ki so »izrednega pomena«.
V sedanji obliki je bila knjižnica ustanovljena leta 1973 z zakonom o Britanski knjižnici (1972), njen zametek pa je leta 1753 ustanovljena knjižnica Britanskega muzeja, od katere je prevzela zbirke. Poleg zagotavljanja storitev čitalnic in knjižnične izposoje najširši javnosti ter zbiranja obveznih izvodov ima zadolžitev objavljanja nacionalne bibliografije in izvaja obširen program digitalizacije.
Je javna ustanova pod pokroviteljstvom britanskega Ministrstva za kulturo, občila in šport, vendar organizacijsko ni njegov del. Sredstva ministrstva predstavljajo glavni vir financiranja, ob tem pa knjižnica pridobi pomemben delež prihodkov na trgu, več kot vse druge narodne knjižnice na svetu.

## Britanska knjižnica v St Pancrasu

### Zgodovina gradnje in načrtovanja
Glavna stavba Britanske knjižnice je v St Pancrasu, v londonskem okrožju Camden, na 96 Euston Road. O tej lokaciji je bilo veliko razprav, saj je St Pancras takrat veljal za problematično območje. Kljub temu je bila ta lokacija izbrana, ker je bila edina na voljo z dobrim dostopom do železniške postaje St Pancras. Stavba naj bi bila prvotno zgrajena na mestu Britanskega muzeja. Toda načrt, ki sta ga leta 1964 začela arhitekta Wilson in Martin, zaradi pomanjkanja prostora ni bil uresničen.
Struktura, ki je bila odobrena leta 1977 in jo je zasnoval arhitekt Colin St. John Wilson, je bila zgrajena v treh fazah. Rezi leta 1980 so odložili polaganje temeljnega kamna do leta 1982, ki ga je izvedel princ Charles. Glavna težava med gradnjo je bilo pomanjkanje zavezujočega proračuna. Od leta 1988 se je denar izplačeval postopoma. Zaradi časovnih in stroškovnih razlogov je bil realiziran le en sklop, zato med drugim tudi skladiščni prostori niso zadoščali za popolno namestitev celotnega inventarja. Stroški gradnje stavbe, ki jo je leta 1998 slovesno odprla kraljica Elizabeta II., so znašali 511 milijonov GBP, kar pomeni, da so bili stroški gradnje trikrat višji od prvotno ocenjenih.
1. avgusta 2015 je bila stavba razglašena za spomenik I. stopnje. Opisujejo jo kot eno najbolj izjemnih stavb 20. stoletja, saj njena notranja zasnova ustvarja prostor za razmišljanje in navdih. Materiali, uporabljeni pri gradnji, so visokokakovostni in veliko umetnin je javno vidnih. Britanska knjižnica je ena od najnovejših stavb, ki je dosegla ta status na seznamu.

### Opis konstrukcije
S tlorisno površino 111.500 kvadratnih metrov je Britanska knjižnica največja javna stavba, zgrajena v Združenem kraljestvu v 20. stoletju. Za uporabo na kraju samem je na voljo približno 18 milijonov zvezkov. V čitalnicah je prostora za skupno 1200 bralcev. Za klet je bilo izkopanih 250.000 kubičnih metrov zemlje. Za gradnjo je bilo potrebnih 180.000 ton betona, 150.000 ton jekla, 10.000.000 opek in 50.000 skrilavcev. Življenjska doba glavne stavbe je ocenjena na 200 let. Večina knjig je shranjenih v podzemnih skladiščih na površini v velikosti nogometnega igrišča, ki se razprostira na treh do štirih nadstropjih, kar ustreza 17 nadstropjem normalne višine stropa zaradi izjemno visokega kletnega stropa. Največja obremenitev tal je dosledno 14 kN/m²; temperaturo zraka vzdržujejo konstantno 17 °C s 50-odstotno vlažnostjo.

### Kraljeva knjižnica
Nad zemljo so knjige Kraljeve knjižnice shranjene v šestnadstropnem, 17 metrov visokem steklenem stolpu v prosto dostopnem delu nove stavbe. Tu je shranjena zasebna knjižna zbirka kralja Jurija III., ki je bil kralj Velike Britanije in Irske od leta 1760 do 1820. Angležem jo je zapustil njegov sin, kralj Jurij IV., leta 1823. Kraljeva knjižnica je bila ena najpomembnejših knjižnih zbirk v dobi razsvetljenstva. Od leta 1827 do 1997 je bil razstavljen v namensko zgrajeni galeriji v Britanskem muzeju. Po bombardiranju v drugi svetovni vojni so knjižnico preselili v knjižnico Bodleian v Oxfordu. Od leta 1997 je del Britanske knjižnice v na novo zasnovanem stolpu King's Library Tower. Vsebuje približno 65.000 v usnje vezanih zvezkov, večinoma knjig in brošur, izdanih v Evropi ali Severni Ameriki med letoma 1450 in 1830. Posebej velja omeniti Gutenbergovo Sveto pismo, Optika Isaaca Newtona in prvo izdajo Canterburyjskih zgodb.
- British Library, St. Pancras
- Eingangsbereich der British Library
- Die Glaswand der King’s Library

## Knjižnice predhodnice

### Knjižnica Britanskega muzeja
Večina knjig prihaja iz British Museum Library, knjižnice Britanskega muzeja v Londonu, ki je bila ustanovljena leta 1753 s pridobitvijo knjižne zbirke Hansa Sloana. Knjižnica Roberta Brucea Cottona, kasneje znana kot Cotton Library, in knjige v zbirki Harleian Roberta in Edwarda Harleyja so prav tako služile kot osnova. Temu je kasneje sledila knjižna zbirka Charlesa Townleyja in knjižna zbirka kralja Jurija II., ki obsega 17.000 zvezkov, ki je bila vključena leta 1757. Leta 1823 je bilo v knjižnico vključenih 65.000 knjig iz Kraljeve knjižnice, zasebne knjižnice Jurija III. Zbirka knjig Thomasa Grenvilla je bila dodana leta 1846.
Zaradi pomanjkanja prostora zaradi na novo pridobljenih knjižnih zbirk se je Britanski muzej iz hiše Montagu preselil v stavbo, zgrajeno med letoma 1823 in 1826 na vrtu hiše Montagu, ki je še danes glavna stavba muzeja. Čitalnica s kupolo, odprta leta 1857, je bila ena najbolj znanih knjižničnih stavb na svetu.
Pod vodstvom Anthonyja Panizzija, ki je med svojim mandatom prvič katalogiziral knjižnični fond od leta 1856 do 1866, je knjižnica Britanskega muzeja med letoma 1856 in 1866 dosegla 1 milijon zvezkov. Od leta 1950 dalje je bila knjižnica odgovorna za izdelavo nacionalne bibliografije, British National Bibliography. Znani uporabniki knjižnice so bili Charles Dickens, Lenin, Karl Marx, George Bernard Shaw in Virginia Woolf. Na primer, Karl Marx je dele svoje knjige Kapital napisal v čitalnici. Med letoma 1902 in 1911 je knjižnico večkrat obiskal Vladimir Iljič Lenin, vendar večinoma pod svojim psevdonimom Jacob Richter. Lenin je o knjižnici leta 1907 zapisal: »To je izjemna ustanova, še posebej ta izjemen referenčni oddelek. Zastavite jim kakršno koli vprašanje in v hipu vam bodo povedali, kje iskati gradivo, ki vas zanima. […] Naj vam povem, da ni boljše knjižnice od Britanskega muzeja. Tu je manj vrzeli v zbirkah kot v kateri koli drugi knjižnici.«
Tudi po ustanovitvi British Library leta 1973 je knjižnica sprva ostala v Britanskem muzeju. Šele leta 1997 so knjige preselili v novo stavbo British Library v okrožju St. Pancras.
- British Museum: drsna omara, revolucionarna inovacija
- Zasebna knjižnica Jurija III., ki je bila v lasti Knjižnice Britanskega muzeja od leta 1823
- Panorama čitalnice v Britanskem muzeju, kakršna je bila leta 2006

### Druge knjižnice predhodnice
Drugi pomemben del Britanske knjižnice je bila knjižnica patentnega urada, ki sega v zakon o spremembah patentnega prava iz leta 1851. Knjižnica je bila odprta leta 1855. Že po nekaj letih je patentni arhiv trpel zaradi pomanjkanja prostora, zato so med drugim razmišljali o združitvi s knjižnico Britanskega muzeja. Leta 1962 se je preimenovala v Nacionalno knjižnico znanosti in izumov.
Leta 1916 je bila ustanovljena Osrednja dijaška knjižnica za oskrbo študentov s knjigami. Leta 1927 je bila knjižnica predlagana kot centralna klirinška hiša za medknjižnično izposojo. Zaradi vključitve Kraljeve listine se je knjižnica preimenovala v Narodno centralno knjižnico.
Tudi leta 1916 je bila ustanovljena National Lending Library for Science and Technology, ki je bila od leta 1961 v Boston Spa in se je leta 1973 združila z British Library Lending Division. Britanska nacionalna bibliografija, ustanovljena leta 1950 kot podružnica knjižnice Britanskega muzeja, je bila odgovorna za sestavljanje tedenskega seznama vseh knjig, izdanih v Združenem kraljestvu. Po osamosvojitvi Indije se je od britanskega zunanjega ministrstva izločila knjižnica in evidenca indijskega urada, ki je med drugim vključevala dokumente britanske vzhodnoindijske družbe.

## Združitev v Britansko knjižnico
Številne omenjene knjižnice so se morale spopadati z ogromno prostorsko stisko. Leta 1960 združitev knjižnice Britanskega muzeja s knjižnico patentnega urada ni uspela zaradi pomanjkanja prostora. Zato sta Frederick Sydney Dainton in National Heritage Committee med drugim že leta 1969 predlagala ustanovitev enotne nacionalne knjižnice.
Leta 1972 je parlament Združenega kraljestva sprejel zakon o Britanski knjižnici: Knjižnica Britanskega muzeja je bila združena z drugimi knjižnicami nacionalnega pomena, kot so Nacionalna knjižnica znanosti in izumov, Nacionalna centralna knjižnica in Nacionalna izposojevalna knjižnica za znanost in tehnologijo, da bi ustanovili British Library. Ob ustanovitvi je Britanska knjižnica prevzela pravice do obveznega izvoda knjižnice Britanskega muzeja in nalogo oblikovanja nacionalne bibliografije. Uradna predaja v uporabo je bila 1. julija 1973. Za nadzor je bil odgovoren British Library Board. Leta 1974 sta sledili Britanska nacionalna bibliografija in Urad za znanstvene in tehnične informacije. Leta 1982 je bila ustanovljena India Office Library and Records, leta 1983 pa British Institute of Recorded Sound. Nova stavba sedeža v St Pancrasu v londonskem okrožju Camden je bila vseljena leta 1998. Leta 2003 so bili arhivi Kraljeve filharmonične družbe prodani Britanski knjižnici za milijon funtov, vključno z 270 partiturami.
Popis se vsako leto poveča za 3 milijone medijev, kar je približno 8000 novih dodatkov vsak dan. Skupna dolžina knjižničnih polic je 625 kilometrov, vsako leto se doda 12 kilometrov. Najstarejši arhivski predmet Orakeljske kosti iz okoli leta 1600 pr. n. št. Knjižnica ima v lasti tudi več kot 25 milijonov knjig, 58 milijonov patentov, okoli 920.000 časopisov in revij, 1,6 milijona glasbenih del, 800 baz podatkov, 400.000 zvitkov mikrofilma, 8 milijonov filatelističnih enot in okoli 4,3 milijona kartografskih enot.